# Nike Flywire
Nike Flywire是一种由聚芳酯纤维或尼龙制成的细线，由Nike开发，旨在最大限度地减轻重量和最大限度地提供支撑性能，并用于运动鞋的鞋面技术。 2008 年，消费者可以购买使用 Flywire （“飞线”）技术的鞋子。

## 发展
Flywire 由 Nike 创新总监 Jay Meschter 发明。他首先用楦头（一种形状像脚的物体，用于设计鞋子）标记鞋子需要支撑脚的哪些关键部位。当 Meschter 看到一台绣花机时，他认为通过这种机器可以采用刺绣的方法来制作长缝线（ 绣花机的针头可以向所有方向移动和抬起）。长缝线是一种让轻质纤维在关键点支撑足部，而不是支撑整个足部的材料层。这个想法由阿迪·达斯勒(Adi Dassler) 在 1949 年开创，当时他在他的阿迪达斯帆布跑鞋上添加了 3 条加固条纹。 

## 设计及性能
设计的目标是使用轻便、同时又坚固的材料聚芳酯纤维来帮助和支撑脚部。 将这种纤维安放在特定部位，形成运动鞋的骨架或承托支架，从而保持足部稳定到位，同时Flywire鞋面关键部位的螺纹可防止运动鞋制造一直以来未能解决的问题：足部滑移（脚在跑步时打滑）。 由于Flywire 是一个极简主义的想法（物品应该只包含必需的东西），因此该种鞋面只包含最基本的功能。 

### 聚酯材料
耐克将可乐丽生产的聚芳酯纤维制成长缝线，然后再用于鞋中。聚芳酯纤维比人的头发更细，而且相较其他材料来说比较便宜。 聚芳酯纤维重量轻、柔韧且抗拉强度高，抗拉强度比钢强 5 倍，这使其成为合成纤维的理想材料。 聚芳酯纤维还常被NASA和自行车轮胎等使用。 

### 支撑性
耐克设计 Flywire 的灵感来自悬索桥（通过许多线缆来支撑）这意味着需要在关键点使用细线进行支撑（即前脚跖骨和脚趾以及脚后跟）。因此细线被设计成像肌腱一样缠绕在脚上。由于支撑来自材料层，因此鞋子也更加灵活。鞋子上唯一的材料层起到防止灰尘和岩石到达脚部的作用。 

### 重量
鞋面结构完全由细线构成的设计以及聚芳酯纤维的使用，使包含Nike Flywire 技术的鞋子的重量大幅减，仅为 93克，“大约相当于一块完整的士力架的重量。” Flywire技术的出现，宣告采用多层面料来提供支撑的制鞋时代的落幕，后者的存在只会使鞋子增重，弹性降低。

## 外部連結
- 官網[]